# 二硼化鎂
二硼化鎂是一種無機化合物，化學式為MgB2。 無定形二硼化鎂是一種深灰色、不溶於水的顆粒狀固體。 2001年，研究人員發現二硼化鎂在39 開爾文（-234 ℃）轉變為超導體，屬於常規超導體。MgB2與大多數含有過渡金屬的常規超導體有顯著不同。它的轉變溫度幾乎超過以前發現最佳常規超導體的一倍，接近達到BCS理論預言的超導轉變溫度之上限。目前工業界用液氦來冷卻鈮鈦合金超導磁鐵，其工作溫度為4.5K。這一系統運行、維護費用昂貴不説，還容易失超。歐洲核子研究組織的大型强子對撞機就曾發生過液氦泄漏事件而導致整個對撞機無法運作達數月之久。
二硼化鎂的實際工作溫度為20到30K，因此其超導器件可以用液氖、液態氫或是封閉循環式冷凍機來冷卻。使用二硼化鎂代替鈮鈦合金既可以簡化超導部件設計，又能降低使用和維護成本。摻雜了碳或其它雜質的二硼化鎂在磁場或有電流通過的情況下，維持超導的能力不亞於鈮鈦合金，甚至更好。其潛在應用包括超導磁鐵、電力傳輸線及磁場偵測器等。

## 超導性
2001年，日本物理學者秋光純率領的團隊首次報道了二硼化鎂的超導特性。其臨界溫度(Tc)的39 K（−234 °C；−389 °F）是現有傳統超導體中最高的。在可用BCS理論（即電子之間存在以声子为媒介的間接相互作用）描述的超導體中，二硼化鎂相當超常。其費米能級中存在兩種差異很大的電子：sigma鍵電子和π鍵電子，前者的超導性遠遠強于後者。這個現象與BCS理論的假設其實是不一致的，因為該理論假設常規超導體中所有電子的行為都是一樣的。理論上，可以把MgB2當作有兩種不同能隙的常規超導體。其行為更接近金屬，和常見的銅氧化物超導體（比如鑭鋇銅氧和釔鋇銅氧）大不相同。

### 半邁斯納態
二硼化鎂π和sigma電子的已知能隙分別為2.2和7.1 毫電子伏（meV）。其π帶電子的相幹長度為51 nm，sigma帶電子為13 nm。  二者對應的倫敦穿透深度分別為33.6 nm和47.8 nm，金茲堡-朗道參數為0.66±0.02和3.68。前者小於0.707，第二個大於0.707。這表明二硼化鎂的π帶電子表現得像是常規超導體的電子，而其sigma帶電子則像是第二類超導體的電子。
傳統上認爲，第一類超導體只有兩種態：正常態和邁斯納態（即完全抗磁性）；第二類超導體在臨界磁場以上則會形成磁渦旋。計算表明，在二硼化鎂這樣存在兩種不同電子的體系中，在某些情況下，量子渦旋在超過臨界距離時互相吸引，在臨界距離以内則互相排斥。 在臨界距離，量子渦旋之間的勢能達到最小化。這時可能出現一種被稱為“半邁斯納態”的超導態。當磁場的磁通量不足以將超導體中充滿彼此以由臨界距離分隔的渦旋晶格時，磁渦旋和BCS超導態將同時存在，但後者將居主導地位。因此二硼化鎂會表現為宏觀上的第一類超導體。
這一猜想在最近的低溫實驗中得到了證實。作者們發現，在4.2K，二硼化鎂晶體中存在著量子渦旋密度比周圍大的區域。在第二類超導體中，Abrikosov渦旋之間間距的變化一般是1%，而作者在二硼化鎂晶體中發現了50%上下的變化，説明間距為臨界距離的渦旋在某些區域中聚集。作者們建議把這種超導體叫做1.5型超導體。

## 合成
二硼化鎂于1953年首次合成，其晶體結構亦被詳細研究。起初的合成方法是在氫氣保護下使用硼和鎂粉末在800 ℃直接反應。反應起始於650 ℃。由於金屬鎂在652 ℃時熔化，該反應可能不僅僅是硼和鎂的固相反應，也可能包括鎂蒸氣和硼的異相反應。
超導二硼化鎂導線可以通過粉末管中燒結法（powder-in-tube，PIT）生產。 這種方法又可分爲兩種工藝：原位和非原位。 在原位法中，先用傳統的拉絲法產生硼鎂合金的細絲，然後將合金絲加熱到反應溫度生成MgB2。非原位法中，燒結管內填充的是MgB2粉末（通常用銀或316不鏽鋼來增加二硼化鎂的延展性），拉絲後在800至1000 ℃下燒結。不管是用哪種方法，燒結後經過950 ℃的熱處理，可進一步改善二硼化鎂導線的超導性能。
2003年，意大利EDISON SpA公司開發了製備二硼化鎂的一種新技術，被稱為Mg-RLI。 該技術使用預製的硼-鎂塊在不鏽鋼容器中高溫反應，不需要保護氣氛，反應壓力不超過3到4個大氣壓。該方法既可以製造高密度（超過MgB2理論密度90%）的二硼化鎂粉狀材料，也可以製造二硼化鎂中空纖維。這種方法和製造粉狀釔鋇銅氧超導體的加工法類似。EDISON SpA已經爲此申請多項專利。
混合物理化學氣相沉積（HPCVD）被證明是沉積二硼化鎂薄膜的有效技術。 通過其它技術沉積的MgB2薄膜的表麵通常不光滑，并且不符合其化學式的化學計量比（即硼鎂比例偏離2：1）。相比之下，HPCVD技術可以生長出高質量並具有光滑表麵的純MgB2薄膜。而這樣的薄膜是製造可重現性約瑟夫森結超導電路的基本元素。

## 電磁性能
超導性二硼化鎂的性能在很大程度上取決於成分和製造工藝。由於其插層式的晶體結構，二硼化鎂的許多特性是各向異性的。不純的樣品——例如，晶粒邊界存在氧化層——與純淨樣品表現也不同。
- 最高超導轉變溫度（即臨界溫度）Tc為39K。
- 根據對外加磁場的響應情況，MgB2屬於第二類超導體。第一類超導體只有一個臨界磁場Hc，在H<Hc(T<Tc)時，超導體從普通導體轉變爲超導態，失去電阻及完全抗磁，而當H>Hc時，超導體變為普通導體。第二類超導體有兩個臨界磁場Hc1和Hc2，當H<Hc1(T<Tc)時，第二類超導體和第一類超導體一樣，沒有電阻及完全抗磁；當Hc1<H<Hc2(T<Tc)時，第二類超導體依然處於超導態，電阻為零，但是磁場可以滲透進入超導體內部，不具有完全抗磁性，滲透進入的磁場以量子渦旋的形式存在。
- 最大臨界電流(Jc)：20特斯拉（T）——105 A/m2;18 T——106 A/m2；15 T——107 A/m2；10 T——108 A/m2；5 T——109 A/m2。[14]
- 截至2008年： 平行於ab平麵的臨界磁場Hc2為約14 T，垂直於ab平麵時約3 T，在薄膜中可達74 T，在纖維中可達55 T。[14]

### 通過參雜改性
用碳摻雜MgB2（例如使用10%的蘋果酸）可以提高Hc2和最大電流密度。 聚醋酸乙烯酯也有類似功效。實驗發現，5%的碳摻雜可以將Hc2從16T提高到36T，而Tc僅從39K降低到34K。 參雜可能導致最大臨界電流(Jc)降低，但摻雜TiB2可以有效遏制其下降。參雜鈦也已經有報道。)
通過摻雜ZrB2，MgB2的最大臨界電流可大大增強，在4.2 K時幾乎能夠倍增。
即使是少量的摻雜也會使MgB2變成第二類超導體，因此可能不會再出現半梅斯納態。

## 熱導率
MgB2晶體中由量子渦旋構成的准粒子發生離域化，對其熱導率有顯著的影響。其結果是，在Hc1以上，MgB2的熱導率會出現躍增。

## 應用

### 超導體
二硼化鎂的超導性能和低成本使其在各種應用中都具有吸引力。

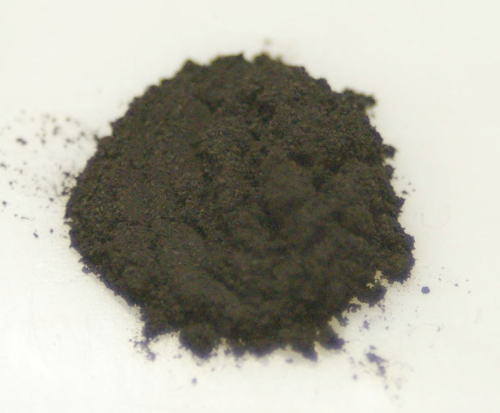
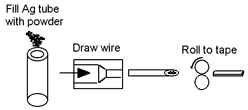
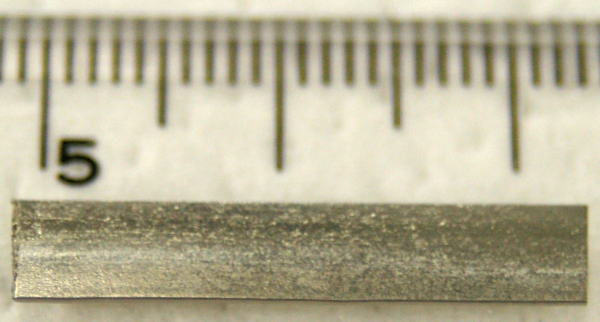

2006年，意大利公司Columbus Superconductors推出了一種使用MgB2的核磁共振成像超導磁鐵系統，場强為0.5特斯拉，一共使用了18 公裏的二硼化鎂導綫。該超導磁鐵使用閉路低溫製冷劑，不需要使用低溫液體進行冷卻。
有研究者認爲，下一代核磁共振成像儀器將廣汎使用MgB2線圈代替铌鈦合金線圈，在20-25K溫度區間運行，無需液氦冷卻。除了用於超導磁鉄外，MgB2還可用於超導變壓器、轉子和輸電纜，運行溫度為25K，場強為1 T。
歐洲核子研究中心的一個製造MgB2導綫的項目已經生產出了電纜樣品，能夠承載20,000安培的極高電流傳輸，將來可望用於極高亮度的大型強子對撞機升級版。 
意大利政府擬議中的托卡馬克聚變裝置IGNITOR中，將使用MgB2的線圈。但是這一裝置是否建設，目前還未有定論。
二硼化鎂的薄塗層可用於超導射頻腔，以減少能量損失，增進液氦冷卻铌腔的效率。由於其低成本，MgB2在超導中低場磁體、電動機和發電機、故障限流器和電流引線等方麵均有應用前景。

### 推進劑、炸藥、煙火劑
硼元素可以直接在空氣中燃燒，釋放巨大的能量。但這一其燃燒不完全，因爲硼顆粒表面玻璃狀的氧化層可阻斷氧氣的擴散而防止充分燃燒。二硼化鎂沒有這個問題。其在氧氣中或在與氧化劑的混合物中點燃時會完全燃燒，因此可用做高能化合物。 有人建議將二硼化鎂作為衝壓式噴氣機的燃料。 此外，MgB2也可以用在增強型炸藥中。 同樣，有人提出使用二硼化鎂/特氟隆/氟橡膠作爲推進劑。與傳統的鎂/氟龍/氟橡膠（MTV）的有效載荷相比，含有二硼化鎂配方的誘餌照明彈光效率（Eλ，J g-1sr-1）增加了30-60%。
還有人研究了二硼化鎂在火箭推進劑中的應用。該化合物混入石蠟燃料顆粒中可以改善機械性能和燃燒特性。

## 外部鏈接
- Essential Science Indicators on MgB2 (1992 – May 2002)
- Old material makes a new debut （页面存档备份，存于）, US Department of Energy Research News, 2001
- 秋光純 - 二硼化鎂超導性的發現者